# Festalemps
Festalemps ist eine Ortschaft und eine ehemalige französische Gemeinde mit 247 Einwohnern (Stand: 1. Januar 2019) im Département Dordogne in der Region Nouvelle-Aquitaine. Sie gehörte zum Arrondissement Périgueux und zum Kanton Montpon-Ménestérol.
Mit Wirkung vom 1. Januar 2017 wurden die früheren Gemeinden Saint-Privat-des-Prés, Festalemps und Saint-Antoine-Cumond zu einer Commune nouvelle namens Saint Privat en Périgord zusammengelegt. Die ehemaligen Gemeinden haben in der neuen Gemeinde den Status einer Commune déléguée. Der Verwaltungssitz befindet sich im Ort Saint-Privat-des-Prés.
Nachbarorte sind Saint-Privat-des-Prés im Westen, Saint-Antoine-Cumond und Petit-Bersac im Nordwesten, Chassaignes im Norden, Vanxains im Osten, Ponteyraud im Süden und Saint-Vincent-Jalmoutiers im Südwesten.

## Bevölkerungsentwicklung
| Jahr      | 1962 | 1968 | 1975 | 1982 | 1990 | 1999 | 2007 | 2014 |
| --------- | ---- | ---- | ---- | ---- | ---- | ---- | ---- | ---- |
| Einwohner | 348  | 297  | 244  | 246  | 237  | 243  | 252  | 272  |

## Sehenswürdigkeiten
- Kirche Saint-Martin, seit 1947 als Monument historique ausgewiesen

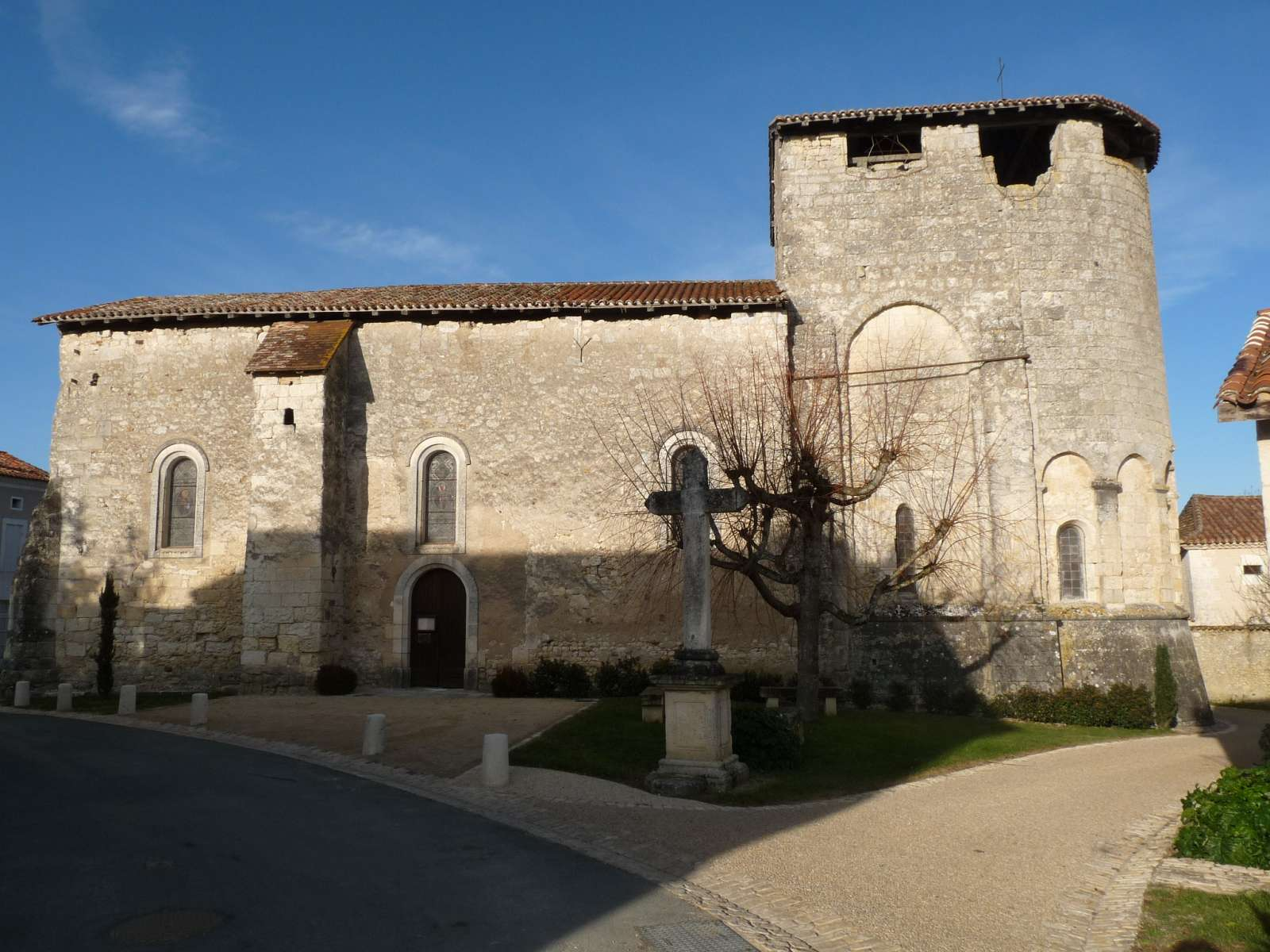
Kirche Saint-Martin